# Game of Life
Game of Life, Life, Conway's Game of Life, är en cellulär automat där användaren väljer en startuppställning som helt avgör hur simulationen kommer att utvecklas, enligt strikta regler. Utmaningen ligger i att hitta startuppställningar som ger intressanta utvecklingar. Game of Life är ett exempel på hur komplicerade mönster kan uppstå från väldigt enkla regler, ett fenomen som kallas emergens. 
Programmet uppfanns av John Horton Conway 1970.

## Regler
Simuleringen sker på ett tvådimensionellt rutnät. Rutorna (cellerna) kan vara på eller av. Brädets utseende förändras enligt följande regler:
1. En cell föds om den har exakt tre grannar. Som grannar räknas direkt intill-liggande rutor horisontellt, lodrätt eller diagonalt.
2. En cell dör om den har färre än två grannar (isolering) eller om den har fler än tre grannar (trängsel).

I övrigt förblir cellen oförändrad. Huruvida en cell skall förändras skall beräknas innan någon cell förändras, man måste med andra ord räkna ut hela brädet innan man går över till nästa tur (generation). Det är därför mycket lämpligt att köra Life på en dator.

## Galleri

Animering av Glider Gun, ett objekt i Game of Life
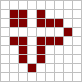
En eater2, som är kapabel att äta flera olika objekt som rör sig mot denna
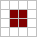
Block, det vanligaste föremål som inte förändras i Game of Life
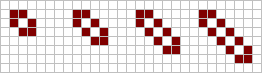
Skepp, några andra föremål som inte förändras i Game of Life

## Relaterade länkar
- JavaScript simulering av Game of Life
- Javasimulering av Game of Life
- Wikimedia Commons har media som rör Game of Life.